# 山口県立下関双葉高等学校
山口県立下関双葉高等学校（やまぐちけんりつ しものせきふたばこうとうがっこう）は、山口県下関市に所在する公立の高等学校。

## 概要
山口県の「県立高校再編整備計画」により、山口県立下関西高等学校、山口県立下関工科高等学校、下関商業高等学校の3校の夜間定時制課程を移行、昼間の午後授業の昼間部を新設した定時制課程単設の県立高校として開校した。
なお、校舎は、2018年に廃校となった旧山口県立下関中央工業高等学校のものを利用している。

## 沿革
- 2018年11月1日 - 「山口県立高等学校等条例の一部を改正する条例」（山口県条例第三十八号）の施行により下関双葉高校設立[1]
- 2019年
  - 4月1日 -開校。
  - 4月8日 - 開校初年度の入学式。74名が新たに入学[3]。

## アクセス
サンデン交通、下関駅5番乗り場（丸山線）に乗車後｢下関双葉高校前｣で下車。